# 라멕 (노아의 아버지)
라멕(Lamech)은 창세기에 있는 아담의 후손들의 계보에 대한 족장설화에 나오는 인물이다. 777세에 사망하였다.
전설에 의하면 여호와가 미래에 홍수가 일어날 것을 계시, 제사장 혹은 족장의 지위를 노아가 아닌 니르에게 물려주게 했다 한다.